# 13200 Romagnani
13200 Romagnani este un asteroid din centura principală de asteroizi.

## Descriere
13200 Romagnani este un asteroid din centura principală de asteroizi. A fost descoperit pe 13 martie 1997 la San Marcello Pistoiese de Luciano Tesi și Gabriele Cattani. Asteroidul prezintă o orbită caracterizată de o semiaxă mare de 2,55 ua, o excentricitate de 0,10 și o înclinație de 11,0° în raport cu ecliptica.